# Чудомир (село)
Чудомир (болг. Чудомир) — село в Болгарии. Находится в Разградской области, входит в общину Лозница. Население составляет 374 человека.

## Политическая ситуация
В местном кметстве Чудомир, в состав которого входит Чудомир, должность кмета (старосты) исполняет Атче Алиева Исмаилова (Движение за права и свободы (ДПС)) по результатам выборов правления кметства.
Кмет (мэр) общины Лозница — Айхан Мустафов Хашимов (ДПС) по результатам выборов в правление общины.